# 492
492 је била преступна година.

## Догађаји
- Изауријски рат: Исавријанци почињу побуну против цара Анастасија I у јужној Централној Анадолији.
- Битка код Котеума: Исауријске побуњенике је поразила источноримска војска, под вођством Јована Скита и Јована Грбавог (потчињени команданти укључују будућег Јустина I). Повлаче се у своје планинске тврђаве, и настављају герилски рат против римских снага до 497. године.
- Краљ Теодерих Велики осваја Римини и доводи своју Остроготску флоту да блокира луке удаљене 6 миља од главног града Равене. Транспорт важних намирница, хране и залиха је прекинут, а становници умиру од глади.
- 1. март – Папа Феликс III умире после деветогодишњег епископства током којег је екскомуницирао цариградског патријарха Акакија, поделивши тако први пут Цркву на Западну и Источну (Акакијев раскол). Наследио га је папа Геласије I као 49. римски епископ.